# Ayr Scottish Eagles
Ayr Scottish Eagles byl profesionální hokejový klub z města Ayr ve Skotsku. Klub vznikl v roce 1996, zanikl v roce 2003. V barvách měl oranžovou a zelenou. Domácí zápasy odehrával v Centrum Aréně.

## Úspěchy
British Championship (britská nejvyšší soutěž – základní část)
- 1997-98

Superleague (britská nejvyšší soutěž – play-off)
- 1997-98
- 2001-02

Benson and Hedges Cup
- 1996-97
- 1997-98
- 1998-99

Express Cup
- 1997-98
- 2000-01
- 2001-02